# ジ・エッジ・オブ・グローリー
「ジ・エッジ・オブ・グローリー」（英: The Edge of Glory=栄光の果てに）は、レディー・ガガの楽曲。彼女の2枚目のスタジオ・アルバム『ボーン・ディス・ウェイ』からの3枚目のシングルとして2011年5月9日に発売された。
日本では、2011年7月 - 9月にテレビ朝日で放送されたテレビドラマ『ジウ 警視庁特殊犯捜査係』のエンディングテーマに起用された。
2021年にはイヤーズ・アンド・イヤーズによるカバーが『ボーン・ディス・ウェイ』10周年記念盤に収録された。

## 収録曲
- デジタル・ダウンロード[4]

1. 「ジ・エッジ・オブ・グローリー」 – 5:20

- ドイツ版CDシングル[5]

1. 「ジ・エッジ・オブ・グローリー」（Radio Edit） – 4:20
2. 「ジ・エッジ・オブ・グローリー」（Cahill Club Mix） – 7:26

- ジ・エッジ・オブ・グローリー – ザ・リミキシーズ[6]

1. 「ジ・エッジ・オブ・グローリー」（Sultan & Ned Shepard Remix） – 6:34
2. 「ジ・エッジ・オブ・グローリー」（Funkagenda Remix） – 7:53
3. 「ジ・エッジ・オブ・グローリー」（Bare Noize Remix） – 3:48
4. 「ジ・エッジ・オブ・グローリー」（Porter Robinson Remix） – 6:40
5. 「ジ・エッジ・オブ・グローリー」（Cahill Club Remix） – 7:27
6. 「ジ・エッジ・オブ・グローリー」（Foster The People Remix） – 6:10